# I Am Alive
I Am Alive — відеогра в жанрі шутер від першої особи. Розроблена Ubisoft Shanghai. Гра вийшла в березні 2012 року на Xbox 360 та PlayStation 3. Версія для PC вийшла 6 вересня 2012 (Steam). 
Спочатку гра розроблювалася компанією Darkworks та повинна була вийти в 2009 році.

## Опис гри
Дія гри відбувається в Чикаго, потерпілого від загадкового природного катаклізму, після якого місто перетворилося в руїни. Головному герою дістанеться роль звичайного офісного працівника, якому вдалося вижити під час катастрофи.

## Сюжет
Гравець керує чоловіком на ім'я Адам. Він полетів деякий який час тому до східного узбережжя Сполучених Штатів. Потім сталося велика, точно не пояснена катастрофа, яка знищила майже всю цивілізацію. Адам пройшов протягом року назад на захід, в своє рідне місто Haventon. Після початку I Am Alive гравцю потрібно близько півгодини щоб досягти з околиці міста до своєї старої квартири, де він сподівається возз'єднатися з дружиною і дочкою, - звичайно, все сталося по-іншому, ніж очікувалося.